# Malaysia Open 1989
Die Malaysia Open 1989 im Badminton fanden Anfang Juli 1989 statt. Das Preisgeld betrug 150.000 US-Dollar, was dem Turnier zu einem Fünf-Sterne-Status im Grand Prix verhalf.

## Sieger und Platzierte
| Disziplin    | Gold                         | Silber                         | Bronze                       |
| ------------ | ---------------------------- | ------------------------------ | ---------------------------- |
| Herreneinzel | Xiong Guobao                 | Zhao Jianhua                   | Eddy Kurniawan               |
| Herreneinzel | Xiong Guobao                 | Zhao Jianhua                   | Joko Suprianto               |
| Dameneinzel  | Han Aiping                   | Luo Yun                        | Huang Hua                    |
| Dameneinzel  | Han Aiping                   | Luo Yun                        | Huang Ying                   |
| Herrendoppel | Kim Moon-soo Park Joo-bong   | Jalani Sidek Razif Sidek       | Li Yongbo Tian Bingyi        |
| Herrendoppel | Kim Moon-soo Park Joo-bong   | Jalani Sidek Razif Sidek       | Rahman Sidek Soo Beng Kiang  |
| Damendoppel  | Guan Weizhen Lin Ying        | Chung So-young Hwang Hye-young | Lai Caiqin Yao Fen           |
| Damendoppel  | Guan Weizhen Lin Ying        | Chung So-young Hwang Hye-young | Nong Qunhua Pan Li           |
| Mixed        | Park Joo-bong Chung So-young | Thomas Lund Pernille Dupont    | Wang Pengren Shi Fangjing    |
| Mixed        | Park Joo-bong Chung So-young | Thomas Lund Pernille Dupont    | Eddy Hartono Verawaty Fajrin |

## Finalergebnisse
| Disziplin    | Sieger                       | Finalist                       | Ergebnis           |
| ------------ | ---------------------------- | ------------------------------ | ------------------ |
| Herreneinzel | Xiong Guobao                 | Zhao Jianhua                   | 15–12, 15–3        |
| Dameneinzel  | Han Aiping                   | Luo Yun                        | 6-11, 11-6, 11-7   |
| Herrendoppel | Park Joo-bong Kim Moon-soo   | Razif Sidek Jalani Sidek       | 15-12, 10-15, 15-7 |
| Damendoppel  | Guan Weizhen Lin Ying        | Hwang Hye-young Chung So-young | 15-4, 15-4         |
| Mixed        | Park Joo-bong Chung So-young | Thomas Lund Pernille Dupont    | 15-7, 15-13        |

## Ergebnisse

### Herreneinzel
- Eddy Kurniawan –  Surachai Makkasasithorn: 15-10 / 15-3
- Rusmanto –  Jin Feng: 15-6 / 15-7
- Nick Yates –  Lee Mou-chou: 15-8 / 15-2
- Mustaffa Ali –  Pramote Teerawiwatana: 15-9 / 15-4
- Clarence Tim –  Pierre Pelupessy: 15-9 / 17-15
- Misbun Sidek –  Paul Stevenson: 15-5 / 15-4
- Hamid Khan –  Eishi Kibune: 15-4 / 15-2
- Vimal Kumar –  Jörgen Tuvesson: 15-8 / 12-15 / 15-2
- Wong Tat Meng –  Tse Bun: 15-11 / 15-11
- Nils Skeby –  Rajeev Bagga: 18-15 / 15-6
- Ahn Jae-chang –  Steve Butler: 12-15 / 15-4 / 15-12
- Kwan Yoke Meng –  Aras Razak: 18-13 / 15-10
- Sompol Kukasemkij –  Thomas Althaus: 15-8 / 15-1
- Rexy Mainaky –  Yu Lizhi: 9-15 / 15-5 / 15-12
- Rob Stalenhoef –  Indrajit Mukherjee: 15-0 / 15-8
- Peter Axelsson –  Liu En-hung: 15-4 / 1-0
- Madhujya Barua –  Benson Wong: 17-16 / 15-4
- Foo Kok Keong –  Shuji Matsuno: 15-9 / 15-1
- Heryanto Arbi –  Liu Jun: 15-12 / 15-11
- Ong Ewe Chye –  Anders Nielsen: 15-8 / 15-2
- Joko Suprianto –  Karun Kasayapanant: 15-4 / 15-6
- Poul-Erik Høyer Larsen –  Yeung Yik Kei: 15-6 / 15-3
- Hwang Fung –  Eng Seng Low: 15-4 / 18-16
- Sze Yu –  Sushant Bora: 15-4 / 15-8
- Chen Rong –  Patrik Andreasson: 15-8 / 15-1
- Alan Budikusuma –  Lin Shyau-hsin: 15-3 / 15-3
- Pontus Jäntti –  Chun Seng Cheng: 15-4 / 15-0
- Bambang Suprianto –  Wong Ewee Mun: 15-9 / 15-5
- Lee Kwang-jin –  Vacharapan Khamthong: 14-17 / 15-7 / 15-12
- Zhang Qingwu –  Niroshan Wijekoon: w.o.
- Zhao Jianhua –  Alex Meijer: w.o.
- Xiong Guobao –  Duminda Jayakody: w.o.
- Eddy Kurniawan –  Rusmanto: 15-10 / 15-13
- Nick Yates –  Mustaffa Ali: 15-2 / 18-13
- Zhang Qingwu –  Clarence Tim: 15-8 / 15-2
- Misbun Sidek –  Hamid Khan: 15-11 / 15-12
- Zhao Jianhua –  Vimal Kumar: 15-5 / 15-10
- Wong Tat Meng –  Nils Skeby: 15-3 / 15-12
- Kwan Yoke Meng –  Ahn Jae-chang: 15-8 / 5-15 / 15-4
- Sompol Kukasemkij –  Rexy Mainaky: 15-0 / 15-4
- Rob Stalenhoef –  Peter Axelsson: 13-15 / 15-5 / 15-2
- Foo Kok Keong –  Madhujya Barua: 15-6 / 15-4
- Heryanto Arbi –  Ong Ewe Chye: 15-5 / 15-3
- Joko Suprianto –  Poul-Erik Høyer Larsen: 15-8 / 15-11
- Sze Yu –  Hwang Fung: 15-4 / 15-5
- Alan Budikusuma –  Chen Rong: 18-16 / 15-5
- Bambang Suprianto –  Pontus Jäntti: 15-12 / 11-15 / 15-9
- Xiong Guobao –  Lee Kwang-jin: 18-14 / 15-2
- Eddy Kurniawan –  Nick Yates: 15-7 / 15-3
- Zhang Qingwu –  Misbun Sidek: 15-11 / 15-5
- Zhao Jianhua –  Wong Tat Meng: 15-4 / 15-11
- Sompol Kukasemkij –  Kwan Yoke Meng: 15-7 / 15-4
- Foo Kok Keong –  Rob Stalenhoef: 15-9 / 15-5
- Joko Suprianto –  Heryanto Arbi: 15-10 / 15-2
- Alan Budikusuma –  Sze Yu: 15-8 / 15-8
- Xiong Guobao –  Bambang Suprianto: 15-13 / 10-15 / 15-9
- Eddy Kurniawan –  Zhang Qingwu: 15-10 / 15-8
- Zhao Jianhua –  Sompol Kukasemkij: 15-9 / 13-15 / 15-4
- Joko Suprianto –  Foo Kok Keong: 15-12 / 15-9
- Xiong Guobao –  Alan Budikusuma: 15-7 / 15-9
- Zhao Jianhua –  Eddy Kurniawan: 18-15 / 15-13
- Xiong Guobao –  Joko Suprianto: 15-11 / 15-8
- Xiong Guobao –  Zhao Jianhua: 15-12 / 15-3

### Dameneinzel
- Monique Hoogland –  Jaroensiri Somhasurthai: 11-8 / 11-5
- Bang Soo-hyun –  Lee Chien-mei: 11-7 / 11-2
- Rhonda Cator –  Takako Shinki: 11-3 / 11-4
- Akiko Michiue –  Lim Siew Choon: 11-2 / 11-7
- Helen Troke –  Pornsawan Plungwech: 11-4 / 11-5
- Lee Wai Leng –  Tan Lee Wai: 11-7 / 12-9
- Huang Ying –  Yuliani Santosa: 9-11 / 11-5 / 11-6
- Lili Tampi –  Deepti Thanekar: 11-4 / 11-4
- Suzanne Louis-Lane –  Zang Ling: 11-6 / 7-11 / 11-6
- Tan Mei Chuan –  Kazue Kanai: 11-4 / 11-6
- Tomomi Matsuo –  Erica van den Heuvel: 12-11 / 11-0
- Lilik Sudarwati –  Madhumita Bisht: 11-0 / 6-11 / 11-4
- Christina Bostofte –  Joanne Muggeridge: 11-2 / 11-3
- Zheng Baojun –  Wong Mee Hung: 11-0 / 11-1
- Tan Sui Hoon –  Bettina Villars: 12-10 / 11-9
- Gil Young-ah –  Ladawan Mulasartsatorn: 11-8 / 11-4
- Han Aiping –  Poh Chin Peng: 11-0 / 11-2
- Bang Soo-hyun –  Monique Hoogland: 11-3 / 11-5
- Pernille Nedergaard –  Catherine: 12-11 / 11-5
- Akiko Michiue –  Rhonda Cator: 11-4 / 7-11 / 11-5
- Tang Jiuhong –  Zarinah Abdullah: 11-2 / 11-0
- Helen Troke –  Lee Wai Leng: 11-3 / 11-5
- Eline Coene –  Haruko Yachi: 11-3 / 11-3
- Huang Ying –  Lili Tampi: 11-4 / 11-1
- Suzanne Louis-Lane –  Tan Mei Chuan: 7-11 / 11-9 / 11-5
- Luo Yun –  Feng Mei-ying: 11-8 / 11-3
- Lilik Sudarwati –  Tomomi Matsuo: 11-5 / 8-11 / 11-0
- Christine Magnusson –  Plernta Boonyarit: 11-0 / 11-2
- Zheng Baojun –  Christina Bostofte: 11-6 / 7-11 / 12-10
- Fiona Elliott –  Zarinamir: 12-10 / 11-2
- Gil Young-ah –  Tan Sui Hoon: 11-6 / 11-4
- Huang Hua –  Tokiko Hirota: 11-1 / 11-7
- Han Aiping –  Bang Soo-hyun: 11-6 / 11-3
- Pernille Nedergaard –  Akiko Michiue: 11-4 / 11-5
- Tang Jiuhong –  Helen Troke: 12-10 / 11-8
- Huang Ying –  Eline Coene: 12-11 / 12-10
- Luo Yun –  Suzanne Louis-Lane: 11-6 / 11-0
- Lilik Sudarwati –  Christine Magnusson: 11-0 / 7-11 / 11-8
- Zheng Baojun –  Fiona Elliott: 11-1 / 11-0
- Huang Hua –  Gil Young-ah: 11-4 / 12-11
- Han Aiping –  Pernille Nedergaard: 11-2 / 11-3
- Huang Ying –  Tang Jiuhong: 10-11 / 12-10 / 11-8
- Luo Yun –  Lilik Sudarwati: 11-3 / 11-2
- Huang Hua –  Zheng Baojun: 11-4 / 11-7
- Han Aiping –  Huang Ying: 11-4 / 11-6
- Luo Yun –  Huang Hua: 11-3 / 11-7
- Han Aiping –  Luo Yun: 6-11 / 11-6 / 11-7

### Herrendoppel
- Li Yongbo /  Tian Bingyi –  Thomas Althaus /  Rob Stalenhoef: 15-4 / 15-3
- Richard Mainaky /  Bambang Suprianto –  Jesper Knudsen /  Nils Skeby: 18-15 / 15-2
- Cheah Soon Kit /  Ong Beng Tiong –  Tse Bun /  Yeung Yik Kei: 15-2 / 15-6
- Peter Axelsson /  Mikael Rosén –  Horng Shin-jeng /  Lin Chian-chow: 15-10 / 15-18 / 18-13
- Ong Ewe Chye /  Rashid Sidek –  Sawei Chanseorasmee /  Siripong Siripool: 15-9 / 15-9
- Chen Hongyong /  Huang Zhen –  Wee Chan Leong /  Tan Kim Soon: 15-12 / 15-7
- Max Gandrup /  Thomas Lund –  Reony Mainaky /  George Thomas: 11-15 / 18-13 / 15-10
- Rahman Sidek /  Soo Beng Kiang –  Liu En-hung /  Wang Hsui-lung: 15-1 / 15-4
- Shuji Matsuno /  Shinji Matsuura –  Ricky Subagja /  Aras Razak: 15-5 / 15-7
- Yap Yee Guan /  Yap Yee Hup –  Ko Hsin-ming /  Yang Shih-jeng: 15-10 / 15-10
- Zhang Qiang /  Jincan Zhou –  Patrik Andreasson /  Jörgen Tuvesson: 15-3 / 15-6
- Chen Rong /  Yao Jun –  Ahn Jae-chang /  Lee Kwang-jin: 8-15 / 15-6 / 17-14
- Jon Holst-Christensen /  Jan Paulsen –  Jiang Guoliang /  Wang Pengren: 15-3 / 15-3
- Surachai Makkasasithorn /  Pramote Teerawiwatana –  Alex Meijer /  Pierre Pelupessy: 15-8 / 15-12
- Jalani Sidek /  Razif Sidek –  Harjeet Singh /  Vikram Singh: 15-0 / 15-2
- Kim Moon-soo /  Park Joo-bong –  Duminda Jayakody /  Niroshan Wijekoon: w.o.
- Li Yongbo /  Tian Bingyi –  Richard Mainaky /  Bambang Suprianto: 15-4 / 18-14
- Cheah Soon Kit /  Ong Beng Tiong –  Peter Axelsson /  Mikael Rosén: 15-8 / 15-4
- Kim Moon-soo /  Park Joo-bong –  Ong Ewe Chye /  Rashid Sidek: 15-4 / 15-8
- Max Gandrup /  Thomas Lund –  Chen Hongyong /  Huang Zhen: 15-6 / 15-7
- Rahman Sidek /  Soo Beng Kiang –  Shuji Matsuno /  Shinji Matsuura: 15-5 / 12-15 / 15-10
- Zhang Qiang /  Jincan Zhou –  Yap Yee Guan /  Yap Yee Hup: 15-8 / 15-6
- Jon Holst-Christensen /  Jan Paulsen –  Chen Rong /  Yao Jun: 15-5 / 15-6
- Jalani Sidek /  Razif Sidek –  Surachai Makkasasithorn /  Pramote Teerawiwatana: 15-4 / 15-2
- Li Yongbo /  Tian Bingyi –  Cheah Soon Kit /  Ong Beng Tiong: 15-9 / 15-8
- Kim Moon-soo /  Park Joo-bong –  Max Gandrup /  Thomas Lund: 17-14 / 15-2
- Rahman Sidek /  Soo Beng Kiang –  Zhang Qiang /  Jincan Zhou: 15-8 / 15-8
- Jalani Sidek /  Razif Sidek –  Jon Holst-Christensen /  Jan Paulsen: 15-2 / 15-10
- Kim Moon-soo /  Park Joo-bong –  Li Yongbo /  Tian Bingyi: 15-12 / 18-17
- Jalani Sidek /  Razif Sidek –  Rahman Sidek /  Soo Beng Kiang: 12-15 / 15-7 / 15-9
- Kim Moon-soo /  Park Joo-bong –  Jalani Sidek /  Razif Sidek: 15-12 / 10-15 / 15-7

### Damendoppel
- Lin Ying /  Guan Weizhen –  Feng Mei-ying /  Lee Yi-hsia: 15-8 / 15-0
- Ladawan Mulasartsatorn /  Piyathip Sansaniyakulvilai –  Suzanne Louis-Lane /  Joanne Muggeridge: 15-10 / 15-12
- Erma Sulistianingsih /  Rosiana Tendean –  Tokiko Hirota /  Haruko Yachi: 15-2 / 15-3
- Lee Wai Leng /  Lim Siew Choon –  Monica Ting /  Wong Mee Hung: 15-3 / 15-2
- Bang Soo-hyun /  Gil Young-ah –  Dorte Kjær /  Nettie Nielsen: 15-8 / 15-11
- Nong Qunhua /  Pan Li –  Fiona Elliott /  Helen Troke: 17-14 / 15-13
- Eline Coene /  Erica van den Heuvel –  Lisa Campbell /  Tracey Small: 15-7 / 15-6
- Shen Lianfeng /  Wu Yuhong –  Plernta Boonyarit /  Pornsawan Plungwech: 15-9 / 18-13
- Akiko Michiue /  Takako Shinki –  Eny Oktaviani /  Lili Tampi: 18-16 / 3-15 / 15-12
- Lai Caiqin /  Yao Fen –  Lee Yin Ling /  Tan Sui Hoon: 15-10 / 15-10
- Zang Ling /  Zheng Baojun –  Titik Endang /  Emma Ermawati: 15-8 / 15-11
- Maria Bengtsson /  Christine Magnusson –  Rozaina Ghaffar /  Monique Hoogland: 15-3 / 13-15 / 15-4
- Luo Yun /  Shi Fangjing –  Rhonda Cator /  Bettina Villars: 15-1 / 15-3
- Gillian Clark /  Gillian Gowers –  Tomomi Matsuo /  Kyoko Sasage: 15-7 / 15-4
- Kang Chia-yi /  Lee Chien-mei –  Lotte Olsen /  Anne Mette Bille: 6-15 / 15-3 / 15-6
- Chung So-young /  Hwang Hye-young –  Chow Wai Fong /  Poh Chin Peng: 15-4 / 15-1
- Lin Ying /  Guan Weizhen –  Ladawan Mulasartsatorn /  Piyathip Sansaniyakulvilai: 15-3 / 15-5
- Erma Sulistianingsih /  Rosiana Tendean –  Lee Wai Leng /  Lim Siew Choon: 15-3 / 15-8
- Nong Qunhua /  Pan Li –  Bang Soo-hyun /  Gil Young-ah: 15-2 / 12-15 / 15-7
- Eline Coene /  Erica van den Heuvel –  Shen Lianfeng /  Wu Yuhong: 15-7 / 15-9
- Lai Caiqin /  Yao Fen –  Akiko Michiue /  Takako Shinki: 15-0 / 15-11
- Maria Bengtsson /  Christine Magnusson –  Zang Ling /  Zheng Baojun: 15-7 / 15-3
- Luo Yun /  Shi Fangjing –  Gillian Clark /  Gillian Gowers: 15-6 / 10-15 / 15-0
- Chung So-young /  Hwang Hye-young –  Kang Chia-yi /  Lee Chien-mei: 15-1 / 15-5
- Lin Ying /  Guan Weizhen –  Erma Sulistianingsih /  Rosiana Tendean: 15-10 / 15-4
- Nong Qunhua /  Pan Li –  Eline Coene /  Erica van den Heuvel: 8-15 / 15-12 / 18-14
- Lai Caiqin /  Yao Fen –  Maria Bengtsson /  Christine Magnusson: 15-4 / 15-10
- Chung So-young /  Hwang Hye-young –  Luo Yun /  Shi Fangjing: 15-11 / 15-9
- Lin Ying /  Guan Weizhen –  Nong Qunhua /  Pan Li: 15-3 / 15-4
- Chung So-young /  Hwang Hye-young –  Lai Caiqin /  Yao Fen: 6-15 / 15-10 / 15-6
- Lin Ying /  Guan Weizhen –  Chung So-young /  Hwang Hye-young: 15-4 / 15-4

### Mixed
- Wang Pengren /  Shi Fangjing –  Hwang Fung /  Rhonda Cator: 15-3 / 15-2
- Soo Beng Kiang /  Lim Siew Choon –  Brian Wallwork /  Jillian Wallwork: 15-8 / 15-5
- Alex Meijer /  Erica van den Heuvel –  Ricky Subagja /  Lilik Sudarwati: 15-7 / 15-13
- Richard Mainaky /  Erma Sulistianingsih –  Lee Kwang-jin /  Gil Young-ah: 10-15 / 17-14 / 15-7
- Siripong Siripool /  Piyathip Sansaniyakulvilai –  Jan Paulsen /  Gillian Gowers: 15-8 / 15-9
- Thomas Lund /  Pernille Dupont –  Jincan Zhou /  Wu Yuhong: 15-6 / 15-3
- Zhang Qiang /  Zheng Baojun –  Kim Moon-soo /  Hwang Hye-young: 15-12 / 18-15
- Lin Chian-chow /  Kang Chia-yi –  Horng Shin-jeng /  Lee Chien-mei: 10-15 / 18-14 / 15-11
- Jon Holst-Christensen /  Dorte Kjær –  Chen Rong /  Pan Li: 15-10 / 15-3
- Jesper Knudsen /  Nettie Nielsen –  Sawei Chanseorasmee /  Ladawan Mulasartsatorn: 15-9 / 15-3
- Peter Axelsson /  Maria Bengtsson –  Pierre Pelupessy /  Gillian Clark: 17-15 / 15-6
- Park Joo-bong /  Chung So-young –  Paul Stevenson /  Lisa Campbell: 15-9 / 15-6
- Rob Stalenhoef /  Monique Hoogland –  Lin Liwen /  Zang Ling: 15-10 / 18-17
- Jiang Guoliang /  Nong Qunhua –  Max Gandrup /  Grete Mogensen: 15-9 / 8-15 / 15-6
- Eddy Hartono /  Verawaty Fajrin –  Wang Hsui-lung /  Feng Mei-ying: 15-8 / 15-9
- Anders Nielsen /  Fiona Elliott –  Thomas Althaus /  Bettina Villars: 9-15 / 15-3 / 15-12
- Wang Pengren /  Shi Fangjing –  Soo Beng Kiang /  Lim Siew Choon: 15-7 / 15-12
- Richard Mainaky /  Erma Sulistianingsih –  Alex Meijer /  Erica van den Heuvel: 15-8 / 15-9
- Thomas Lund /  Pernille Dupont –  Siripong Siripool /  Piyathip Sansaniyakulvilai: 15-9 / 15-1
- Lin Chian-chow /  Kang Chia-yi –  Zhang Qiang /  Zheng Baojun: 15-11 / 15-7
- Jon Holst-Christensen /  Dorte Kjær –  Jesper Knudsen /  Nettie Nielsen: 13-15 / 15-5 / 15-13
- Park Joo-bong /  Chung So-young –  Peter Axelsson /  Maria Bengtsson: 15-8 / 15-9
- Jiang Guoliang /  Nong Qunhua –  Rob Stalenhoef /  Monique Hoogland: 15-8 / 15-2
- Eddy Hartono /  Verawaty Fajrin –  Anders Nielsen /  Fiona Elliott: 15-9 / 15-9
- Wang Pengren /  Shi Fangjing –  Richard Mainaky /  Erma Sulistianingsih: 15-12 / 15-5
- Thomas Lund /  Pernille Dupont –  Lin Chian-chow /  Kang Chia-yi: 15-6 / 15-4
- Park Joo-bong /  Chung So-young –  Jon Holst-Christensen /  Dorte Kjær: 15-6 / 15-10
- Eddy Hartono /  Verawaty Fajrin –  Jiang Guoliang /  Nong Qunhua: 12-15 / 15-9 / 15-12
- Thomas Lund /  Pernille Dupont –  Wang Pengren /  Shi Fangjing: 17-14 / 15-2
- Park Joo-bong /  Chung So-young –  Eddy Hartono /  Verawaty Fajrin: 15-7 / 15-5
- Park Joo-bong /  Chung So-young –  Thomas Lund /  Pernille Dupont: 15-7 / 15-13